# Фридрих III (бургграф Нюрнберга)
Фридрих III (нем. Friedrich III. von Nürnberg; ок. 1220 — 14 августа 1297, Кадольцбург) — бургграф Нюрнберга из дома Гогенцоллернов, был старшим сыном Конрада I.
Фридрих владел землями франконской ветви Гогенцоллернов западнее Нюрнберга вокруг замка Кадольцбург. В 1248 году он получил от графов Андекса регион Байройта по так называемому «Меранскому наследованию». Однако это привело к противостоянию с другими правящими домами, которые также претендовали на эти земли. После смерти Конрада I в 1261 году он становится бургграфом Нюрнберга.
В 1273 году при его активной поддержке избирается королём германии Рудольф I из династии Габсбургов. В виде вознаграждения король подтвердил его статус как бургграфа и даровал ему статус курфюрста.